# Counting Stars
Singles de OneRepublic
If I Lose Myself
(2013) Something I Need
(2013)
Counting Stars est une chanson du groupe de pop américain OneRepublic, extraite de son troisième album Native et sortie en single le 14 juin 2013. Le clip vidéo a dépassé sur YouTube les 700 millions de vues en mars 2015, puis le milliard de vues le 30 octobre 2015, puis les 2 milliards en 2017. Le clip dépasse actuellement les 4 milliards de vue.

## Classements hebdomadaires
| Classement (2013-2014)                     | Meilleure position |
| ------------------------------------------ | ------------------ |
| Albanie (ZA TOP 5 Singles)                 | 3                  |
| Allemagne (Media Control AG)               | 3                  |
| Australie (ARIA)                           | 2                  |
| Autriche (Ö3 Austria Top 40)               | 4                  |
| Belgique (Flandre Ultratop 50 Singles)     | 22                 |
| Belgique (Wallonie Ultratop 50 Singles)    | 3                  |
| Canada (Canadian Hot 100)                  | 1                  |
| Danemark (Tracklisten)                     | 3                  |
| Espagne (PROMUSICAE)                       | 4                  |
| Écosse (OCC)                               | 1                  |
| États-Unis (Hot 100)                       | 2                  |
| États-Unis (Top 40 Mainstream)             | 1                  |
| États-Unis (Hot Dance Club Songs)          | 30                 |
| États-Unis (Adult Contemporary)            | 1                  |
| Finlande (Suomen virallinen lista)         | 1                  |
| France (SNEP)                              | 7                  |
| Hongrie (Rádiós Top 40)                    | 6                  |
| Hongrie (Single Top 10)[réf. nécessaire]   | 3                  |
| Irlande (IRMA)                             | 2                  |
| Israël (Media Forest)[réf. nécessaire]     | 1                  |
| Italie (FIMI)                              | 8                  |
| Luxembourg (Digital Songs)                 | 5                  |
| Mexique (Ingles Airplay)                   | 1                  |
| Mexique (Mexico Anglo Monitor Latino)      | 6                  |
| Nouvelle-Zélande (RMNZ)                    | 2                  |
| Norvège (VG-lista)                         | 4                  |
| Pays-Bas (Nederlandse Top 40)              | 4                  |
| Pays-Bas (Single Top 100)                  | 7                  |
| Pologne (ZPAV)                             | 1                  |
| Tchéquie (IFPI Rádio)                      | 2                  |
| Royaume-Uni (UK Singles Chart)             | 1                  |
| Slovaquie (IFPI Rádio)                     | 1                  |
| Suède (Sverigetopplistan)                  | 6                  |
| Suisse (Schweizer Hitparade)               | 9                  |
| Venezuela (Pop Rock General Record Report) | 19                 |

## Certifications
| Pays             | Certification | Ventes certifiées |
| ---------------- | ------------- | ----------------- |
| Allemagne        | Or            | 100 000           |
| Australie        | 5 × Platine   | 350 000           |
| Canada           | 4 × Platine   | 320 000           |
| États-Unis       | 3 × Platine   | 3 703 000         |
| Italie           | Or            | 15 000            |
| Mexique          | Or            | 30 000            |
| Nouvelle-Zélande | 2 × Platine   | 30 000            |
| Royaume-Uni      | Platine       | 600 000           |
| Suisse           | Platine       | 30 000            |